# Campeonato Nacional de Cuba 2019-20
El Campeonato Nacional de Cuba 2019-20 fue la edición número 109 del Campeonato Nacional de Cuba. Fue la segunda temporada con 16 equipos. Debido a la pandemia del COVID-19, la liga fue abandonada.

## Formato
En esta temporada se dividirá en torneos cortos, Apertura y Clausura, de los cuales jugarán 2 grupos; 8 equipos cada uno en sistema de todos contra todos una vez totalizando 7 partidos cada uno. Al término de ronda regular los líderes de cada grupo pasarán a la final de Apertura y Clausura para determinar los campeones de cada torneo corto para la final de campeonato dónde el campeón de cumplir con los requisitos establecidos se clasificará a la CONCACAF Caribbean Club Shield 2021.

## Equipos participantes

### Grupo A
- Artemisa
- Cienfuegos
- Isla de la Juventud
- Ciudad de La Habana
- Matanzas
- Mayabeque Güines
- Pinar del Río
- Villa Clara

### Grupo B
- Camagüey
- Ciego de Ávila
- Granma
- Guantánamo
- Holguín
- Las Tunas
- Sancti Spíritus
- Santiago de Cuba

## Torneo Apertura
Actualizado el 16 de Diciembre de 2019.

### Grupo A
| Pos. | Equipo              | Pts. | PJ | PG | PE | PP | GF | GC | Dif. |
| ---- | ------------------- | ---- | -- | -- | -- | -- | -- | -- | ---- |
| 1.º  | Pinar del Río       | 16   | 7  | 5  | 1  | 1  | 12 | 3  | 9    |
| 2.º  | Villa Clara         | 15   | 7  | 5  | 0  | 2  | 13 | 4  | 9    |
| 3.º  | Matanzas            | 12   | 6  | 4  | 0  | 2  | 10 | 7  | 3    |
| 4.º  | Artemisa            | 11   | 7  | 3  | 2  | 2  | 11 | 6  | 5    |
| 5.º  | Ciudad de La Habana | 9    | 6  | 2  | 3  | 1  | 9  | 7  | 2    |
| 6.º  | Cienfuegos          | 9    | 7  | 3  | 0  | 4  | 9  | 12 | −3   |
| 7.º  | Isla de la Juventud | 2    | 7  | 0  | 2  | 5  | 1  | 9  | −8   |
| 8.º  | Mayabeque Güines    | 2    | 7  | 0  | 2  | 5  | 2  | 19 | −17  |

|  | Final de Apertura |

### Grupo B
| Pos. | Equipo           | Pts. | PJ | PG | PE | PP | GF | GC | Dif. |
| ---- | ---------------- | ---- | -- | -- | -- | -- | -- | -- | ---- |
| 1.º  | Ciego de Ávila   | 21   | 7  | 7  | 0  | 0  | 17 | 2  | 15   |
| 2.º  | Las Tunas        | 11   | 7  | 3  | 2  | 2  | 11 | 7  | 4    |
| 3.º  | Santiago de Cuba | 11   | 7  | 3  | 2  | 2  | 7  | 5  | 2    |
| 4.º  | Granma           | 9    | 7  | 2  | 3  | 2  | 7  | 7  | 0    |
| 5.º  | Camagüey         | 8    | 7  | 1  | 5  | 1  | 9  | 7  | 2    |
| 6.º  | Guantánamo       | 7    | 7  | 1  | 4  | 2  | 10 | 9  | 1    |
| 7.º  | Holguín          | 5    | 7  | 1  | 2  | 4  | 5  | 12 | −7   |
| 8.º  | Sancti Spíritus  | 2    | 7  | 0  | 2  | 5  | 2  | 20 | −18  |

|  | Final de Apertura |

## Final de Apertura
Actualizado el 20 de diciembre de 2019.
| Local            | Resultado      | Visitante         | Fecha                   |
| ---------------- | -------------- | ----------------- | ----------------------- |
| FC Pinar del Río | 2 - 2 (4-3 p.) | FC Ciego de Ávila | 21 de diciembre de 2020 |

## Torneo Clausura
Actualizado el 14 de Marzo de 2020.
| Pos. | Equipo              | Pts. | PJ | PG | PE | PP | GF | GC | Dif. |
| ---- | ------------------- | ---- | -- | -- | -- | -- | -- | -- | ---- |
| 1.º  | Ciego de Ávila      | 20   | 8  | 6  | 2  | 0  | 16 | 4  | 12   |
| 2.º  | Villa Clara         | 15   | 8  | 5  | 0  | 3  | 13 | 6  | 7    |
| 3.º  | Santiago de Cuba    | 14   | 8  | 3  | 5  | 0  | 9  | 5  | 4    |
| 4.º  | Matanzas            | 14   | 8  | 4  | 2  | 2  | 12 | 10 | 2    |
| 5.º  | Artemisa            | 12   | 8  | 3  | 3  | 2  | 13 | 14 | −1   |
| 6.º  | Ciudad de La Habana | 9    | 8  | 2  | 3  | 3  | 17 | 16 | 1    |
| 7.º  | Cuba Sub-20         | 9    | 8  | 3  | 0  | 5  | 12 | 16 | −4   |
| 8.º  | Granma              | 6    | 8  | 1  | 3  | 4  | 6  | 12 | −6   |
| 9.º  | Pinar del Río       | 6    | 8  | 1  | 3  | 4  | 7  | 14 | −7   |
| 10.º | Las Tunas           | 4    | 7  | 1  | 1  | 5  | 8  | 14 | −6   |